# 칼룬보르

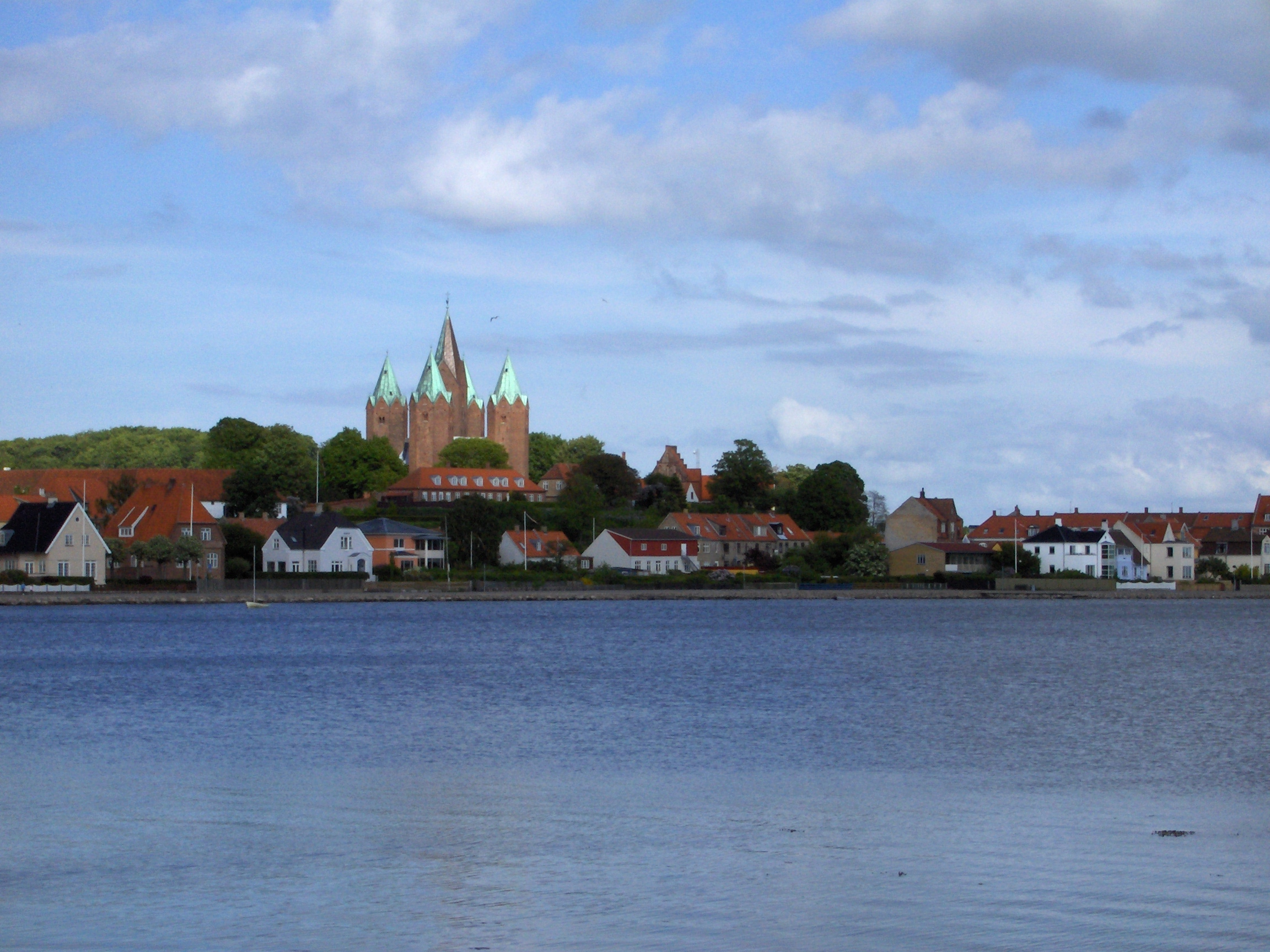
칼룬보르

칼룬보르(Kalundborg)는 덴마크 셸란섬 서부 해안의 항구 도시이다. 행정 구역상으로는 셸란 지역 칼룬보르시에 속한다.